# Habib Sy
Pour les articles homonymes, voir Sy.
Habib Sy est un homme politique sénégalais né en 1957 à Linguere. Il est  plusieurs fois ministre et ancien directeur de cabinet du président Abdoulaye Wade.
De 2002 à 2014, il est maire de Linguère.

## Biographie
Breveté de l’ENAM, Habib Sy devient commissaire aux Enquêtes économiques principales.

## Parcours politique
De mars 1995 à mars 1997, il est directeur de cabinet de Me Abdoulaye Wade, alors ministre d'État. Il occupe ensuite les fonctions d'administrateur général de la Fondation Trade Point, puis il est nommé ministre d'État, ministre des Infrastructures, de l'Équipement, des Transports terrestres et des Transports maritimes intérieurs en avril 2004, dans le premier gouvernement de Macky Sall.
Le 23 novembre 2006, il est nommé ministre d'Etat, Ministre des Infrastructures, de l'Équipement et des Transports terrestres. En novembre de la même année, ses fonctions sont légèrement modifiées : il est désormais ministre d'État, Ministre des Infrastructures, de l'Équipement et des Transports terrestres. Elles le sont à nouveau dans le gouvernement Soumaré formé en 2007, il est alors ministre d'État, Ministre des Infrastructures, des Transports terrestres et des Transports aériens.
Puis, dans le gouvernement Ndiaye, il est ministre d'État, ministre de la Fonction publique, de l'Emploi, du Travail et des Organisations professionnelles.
En septembre 2009, dans le cadre d'un nouveau remaniement, Habib Sy est nommé directeur de cabinet du président Wade, en remplacement de Zacharia Diaw qui reprend son portefeuille ministériel. Habib Sy avait déjà exercé cette fonction auprès d'Abdoulaye Wade alors que celui-ci était ministre sous la présidence d'Abdou Diouf.
Habib Sy est candidat à l'élection présidentielle de 2024. Sy soutient le projet proposé par le Patriotes africains du Sénégal pour le travail, l'éthique et la fraternité (PASTEF) et Ousmane Sonko, et le candidat officiel du PASTEF, Bassirou Diomaye Faye, lequel ne peut faire campagne car il est emprisonné. Le 21 mars 2024, Habib Sy se retire au profit de la candidature de Bassirou Diomaye Faye.